# Envolvimento bielorrusso na invasão russa da Ucrânia

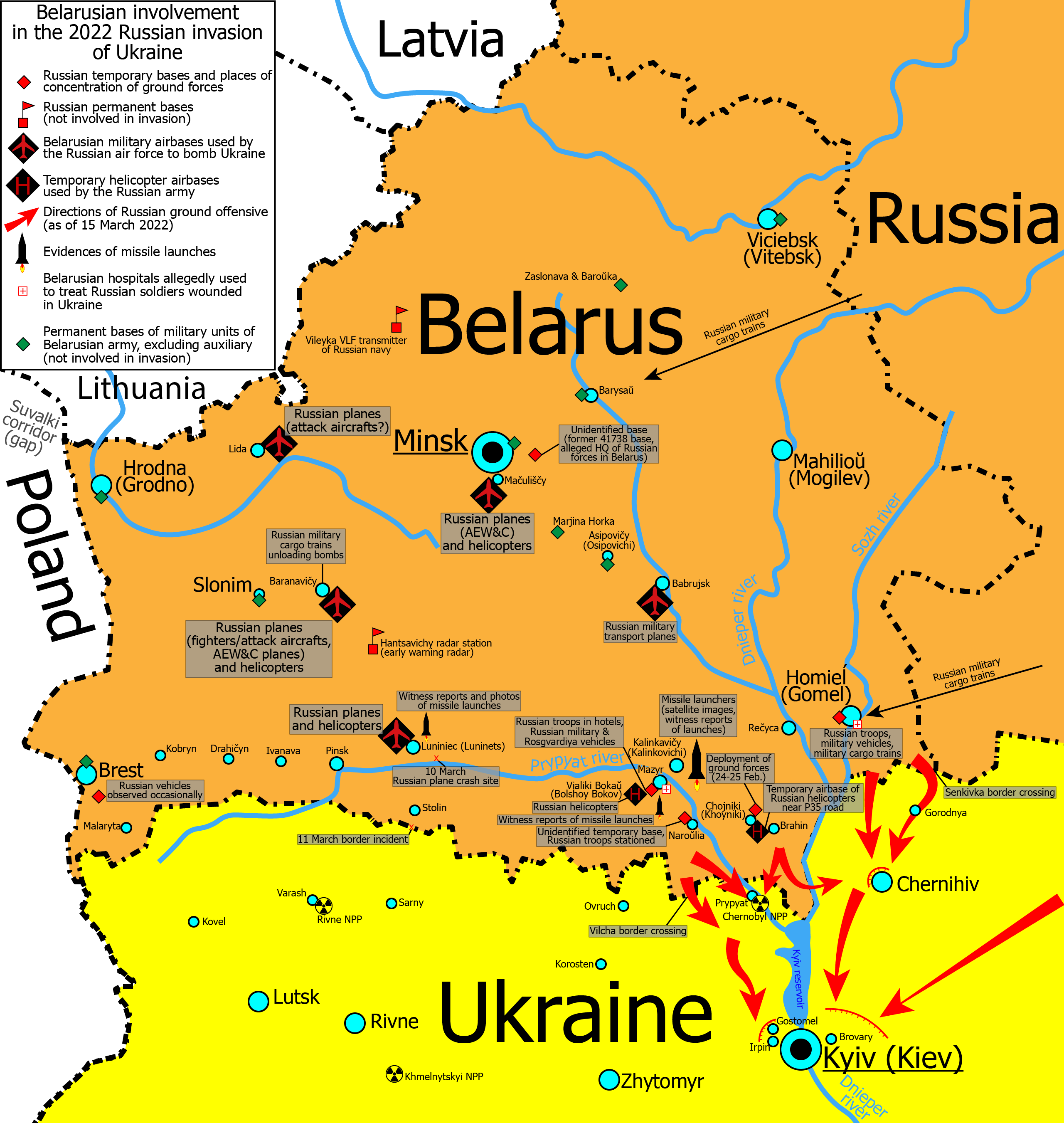
Mapa das atividades militares russas na Bielo-Rússia em 15 de março de 2022

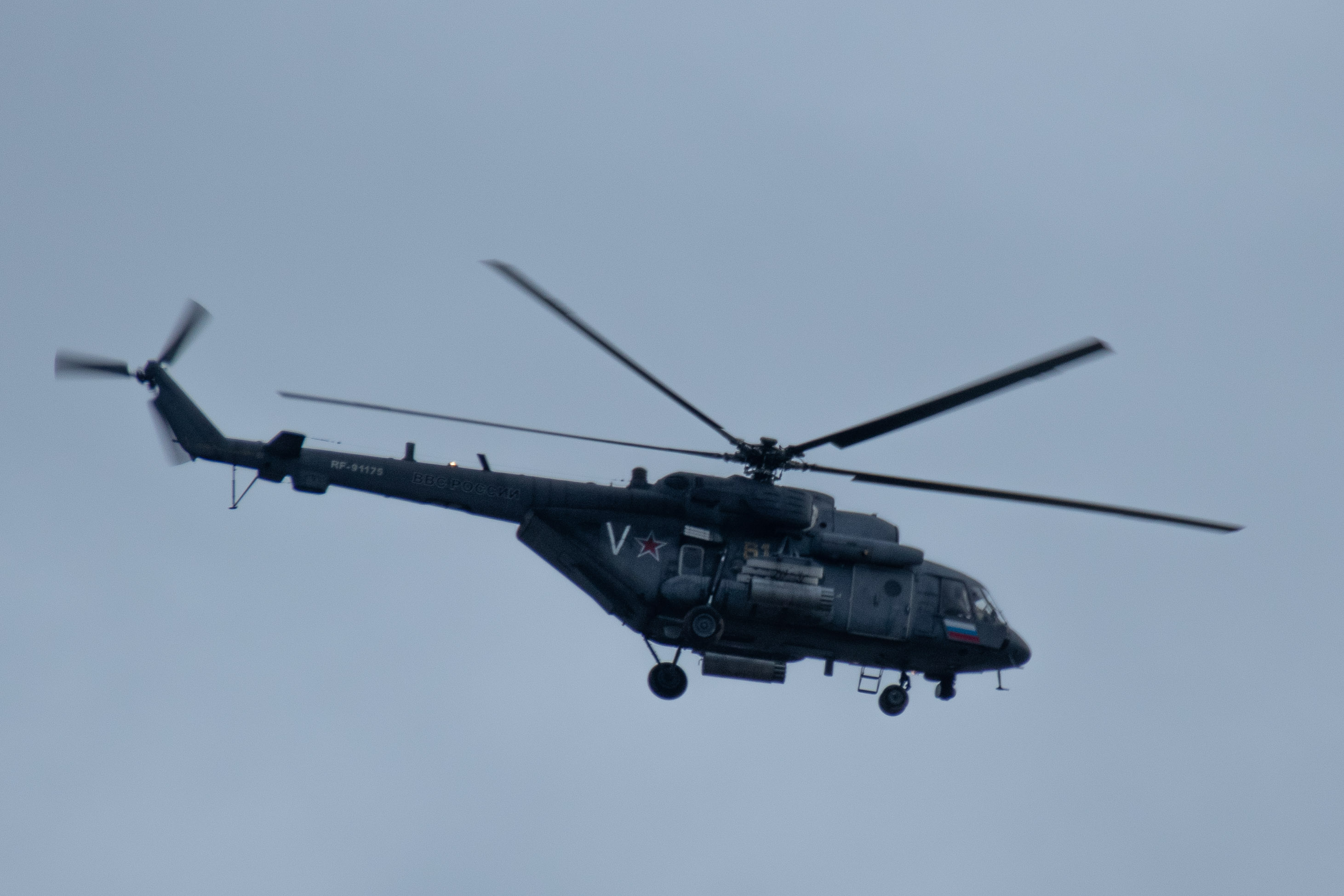
Helicóptero russo Mil Mi-8 AMTSh (Mi-171Sh) em Minsk, 23 de fevereiro de 2022

Belarus, um aliado próximo da Rússia, apoiou seu vizinho oriental na invasão russa à Ucrânia em 2022. Antes do início da ofensiva, Belarus permitiu que as Forças Armadas Russas realizassem exercícios militares de várias semanas em seu território; no entanto, as tropas russas não saíram do país após o término desses exercícios. Belarus permitiu que a Rússia usasse parte de seu território para realizar a invasão, proporcionando à Rússia a rota terrestre mais curta para a capital da Ucrânia, Kyev. No entanto, essas forças se retiraram em dois meses, cessando assim as operações militares baseadas em solo originadas em Belarus e resultando na recaptura da região da fronteira ucraniana pelo lado ucraniano. Apesar disso, a situação ao longo da fronteira permanece tensa, com a Ucrânia fechando os postos de controle de fronteira que levam a Belarus, exceto em casos especiais.
Inicialmente, Belarus negou qualquer envolvimento com o conflito, mas depois admitiu ter permitido que lançadores de mísseis russos estacionados em seu território atirassem em alvos ucranianos. Vários relatos surgiram entre a oposição bielorrussa e o exército ucraniano de que tropas bielorrussas estavam na Ucrânia lutando junto com os russos, mas o líder bielorrusso, Aleksander Lukashenko, negou esses relatos e afirmou que as Forças Armadas Bielorrussas (BAF) não participariam diretamente do conflito. Até o início de 2023, as BAF não estiveram envolvidas em combates contra a Ucrânia e permaneceram no território de Belarus durante todo o curso do conflito. O líder bielorrusso afirmou que não haveria "maneira" de enviar soldados para a Ucrânia, a menos que seu país fosse atacado primeiro.
De acordo com o Ministério das Relações Exteriores da Ucrânia, Lukashenko garantiu ao Presidente Ucraniano Volodymyr Zelenskyy, no início da invasão, que não envolveria as forças armadas de seu país ao lado da Rússia. O líder bielorrusso afirmou no início de 2023 que a Ucrânia ofereceu formalizar esse acordo com um pacto de não agressão.
O envolvimento de Belarus foi condenado nos países ocidentais, com a União Europeia, Estados Unidos, Reino Unido, Canadá e Japão impondo sanções contra o país. De acordo com o Chatham House, a participação de Belarus no conflito militar é impopular entre a população em geral; protestos foram realizados em 27 de fevereiro, no dia do referendo constitucional que perguntava sobre a revogação do status de país não-nuclear de Belarus, mas foram rapidamente dispersados. Hackers têm como alvo agências governamentais bielorrussas, bem como a infraestrutura crítica do país, com o objetivo de perturbar o esforço de guerra russo em Belarus.
Nos primeiros dias da invasão, Belarus também esteve envolvido em iniciativas de paz, realizando conversações entre Rússia e Ucrânia em sua fronteira. Apesar de alguns acordos preliminares, no entanto, as negociações não resultaram em um cessar-fogo duradouro.

## Antecedentes

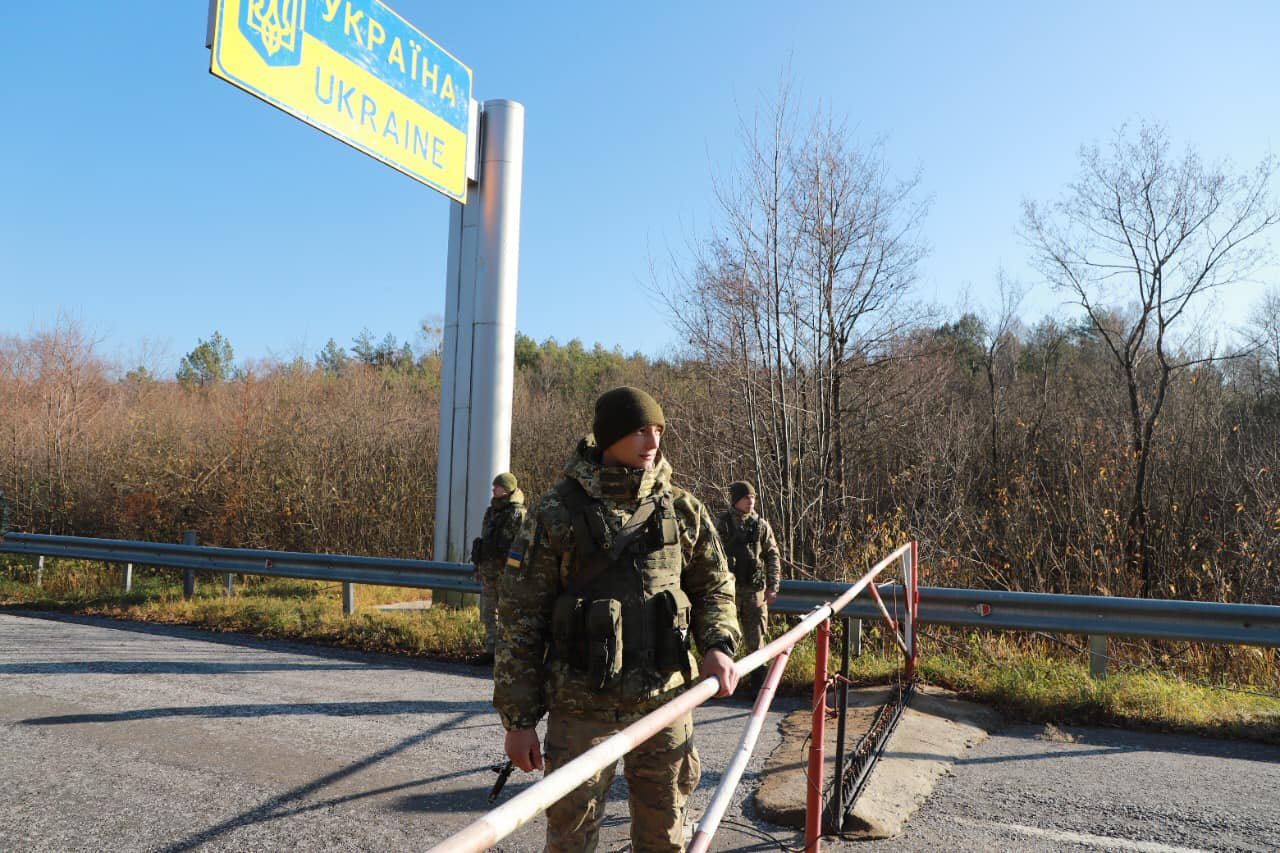
Guardas de fronteira ucranianos na fronteira internacional com a Bielo-Rússia em dezembro de 2021.

Belarus está localizado ao norte da Ucrânia, com a qual compartilha uma fronteira de 1 084 quilômetros de extensão. Sua proximidade com a capital ucraniana, Kiev, é considerada de grande valor estratégico. Ambos os estados modernos foram criados após a Revolução de Outubro em 1917, na forma da República Democrática Bielorrussa e da República Popular Ucraniana, que, após a conquista soviética desses territórios, foram reestabelecidos como as SSRs (Repúblicas Socialistas Soviéticas) da Bielorrússia e da Ucrânia em 1919, antes de se unirem à Rússia Soviética para formar a União Soviética em 1922. As fronteiras atuais foram estabelecidas após a Segunda Guerra Mundial, quando a União Soviética adquiriu partes ocidentais de Belarus e da Ucrânia da Polônia e da Hungria do período entre guerras, e permaneceram as mesmas desde então, mesmo após as duas repúblicas se tornarem países independentes em 1991, com a dissolução da União Soviética.
Em janeiro e fevereiro de 2022, tropas russas chegaram a Belarus para participar de exercícios militares. Em 16 de fevereiro, o Ministro de Relações Exteriores, Vladimir Makei, afirmou que os soldados russos deixariam Belarus após o término dos treinamentos, uma declaração que foi posteriormente rejeitada pelo Ministério da Defesa, que afirmou que eles permaneceriam "por um período desconhecido". Estimava-se que o número de soldados russos que permaneceriam em Belarus seria de cerca de 30.000. Também se especulou que Belarus poderia abrigar armas nucleares russas.
A versão anterior da Constituição de Belarus estipulava que o país era neutro. No entanto, Belarus realizou um referendo constitucional em 27 de fevereiro de 2022, que foi declarado como tendo sido aprovado com 65% de apoio. Como uma das mudanças, Belarus revogou seu status de neutralidade e não-nuclear. Lukashenko mais tarde esclareceu que ele solicitaria à Rússia que trouxesse armas nucleares se a OTAN movesse para trazê-las para a Polônia ou a Lituânia, que são os vizinhos ocidentais do país.

## A invasão russa

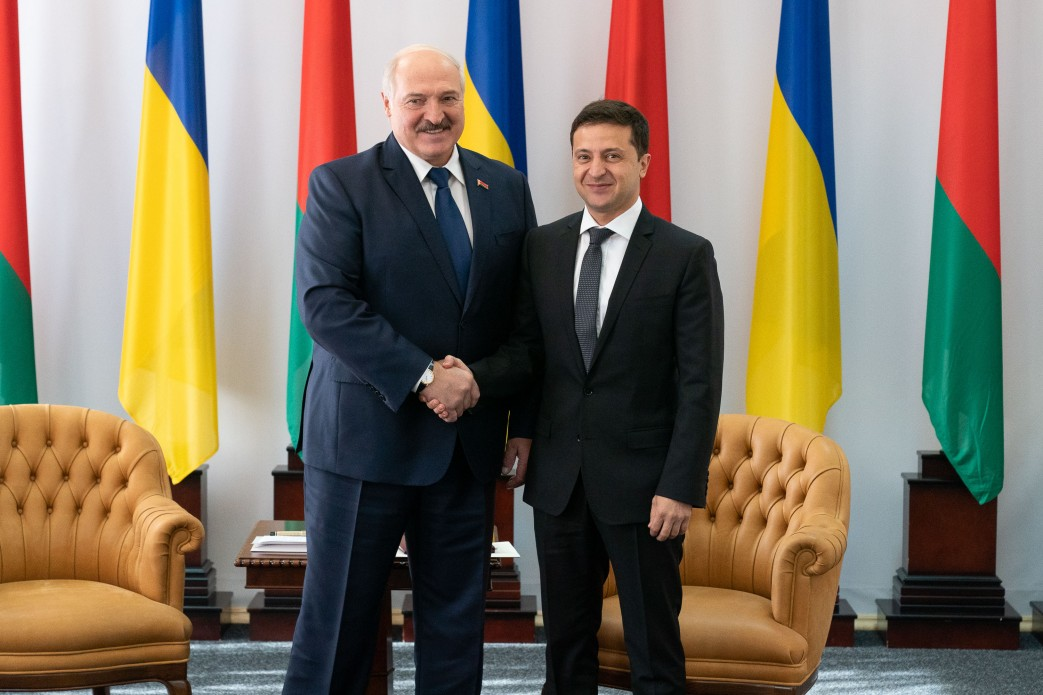
Alexander Lukashenko e Volodymyr Zelenskyy em Zhytomyr em 4 de outubro de 2019.

Nas fases iniciais do conflito militar, Belarus permitiu que soldados russos usassem seu território para atacar a Ucrânia, mas não parece ter enviado suas próprias tropas para o conflito. No dia da invasão, o Serviço de Guarda de Fronteira de Estado da Ucrânia relatou que tropas russas tentaram atravessar a fronteira entre Belarus e Ucrânia no posto de fronteira de Vilcha, e um helicóptero sem marcas de identificação atacou uma ponte perto de Slavutych. A CNN publicou um vídeo mostrando tanques entrando na Ucrânia através do posto de fronteira de Senkivka, na tríplice fronteira com a Rússia. Também nesse dia, Chernobyl, juntamente com a antiga usina nuclear próxima, foi ocupada depois que tropas russas entraram na Ucrânia vindo de Belarus através da desabitada Zona de Exclusão de Chernobyl.
Belarus também permitiu que a Rússia tivesse acesso total às suas bases aéreas militares para lançar aeronaves russas e suas instalações militares para disparar artilharia e mísseis de seu território em direção ao seu vizinho do sul, ou atravessar sua fronteira em direção ao sul. Já em 24 de fevereiro, o comandante-chefe ucraniano relatou que quatro mísseis balísticos foram lançados de Belarus em direção ao sudoeste da Ucrânia. Dois dias depois, a Maxar Technologies publicou imagens de satélite com 150 helicópteros e centenas de veículos terrestres estacionados perto de Khoyniki, a cerca de 50 km da fronteira ucraniana, com 90 helicópteros usando uma estrada reta local como base aérea temporária. A mídia bielorrussa e canais do Telegram também circularam inúmeros vídeos e fotos mostrando o movimento de veículos blindados russos e helicópteros no sul de Belarus. Três dias depois, o Centro Ucraniano de Comunicação Estratégica relatou que o Aeroporto de Zhytomyr foi bombardeado pelos mísseis lançados a partir do território de Belarus. Em 8 de março, a ImageSat International publicou imagens de satélite de três lançadores de mísseis (possivelmente o russo 9K720 Iskander) em um campo próximo a Kalinkavichy (sudeste de Belarus), além de novos aviões (Russian A-50 ou A-100) e helicópteros pesados Mi-26 na base aérea de Baranavichy.
Aos poucos, relatos sobre tropas bielorrussas na Ucrânia começaram a surgir. Em 28 de fevereiro, o veículo de mídia opositora bielorrussa Charter 97 afirmou que alguns soldados bielorrussos estavam entre os feridos e mortos nas tropas de invasão na Ucrânia, citando fontes bielorrussas e ucranianas anônimas. Em 1º de março, um oficial militar ucraniano sênior disse à emissora pública Suspilne que soldados bielorrussos foram avistados no solo na região de Chernihiv desde 27 de fevereiro e que eles estavam se movendo de Horodnia em direção a Chernihiv, a capital da região mais ao norte da Ucrânia; no entanto, o Escritório do Presidente não pôde confirmar os relatos. Em 6 de março, um assessor presidencial ucraniano, Oleksiy Arestovych, afirmou que o exército bielorrusso não havia participado da invasão até o momento, afirmando que as alegações anteriores sobre a participação bielorrussa eram baseadas em tentativas russas de projetar a imagem de uma agressão bielorrussa. Não houve confirmação independente dessas alegações.
Segundo relatos, tropas russas feridas na Ucrânia foram tratadas por médicos bielorrussos e russos em hospitais em Gomel e em outras cidades da Região de Gomel. Os soldados russos mortos na Ucrânia foram supostamente colocados em necrotérios na Região de Gomel.Em 13 de março, a mídia ucraniana relatou que o tratamento de soldados russos feridos em hospitais bielorrussos levou ao esgotamento de todas as reservas de sangue destinadas aos soldados, e os médicos começaram a usar as reservas para a população civil de Belarus. Também foi relatado que os bielorrussos foram encorajados a doar sangue.
De acordo com o canal de notícias Charter 97, relatando em 5 e 6 de março de 2022, a maioria dos soldados bielorrussos de baixa patente se opunha a participar da invasão da Ucrânia. Charter 97 e sua editora-chefe, Natalya Radina, também afirmaram que oficiais bielorrussos relataram a seus superiores que correriam o risco de motim ou rendição em massa se levassem suas unidades para a Ucrânia.
Em 10 de março, o Secretário do Conselho Nacional de Segurança e Defesa da Ucrânia, Oleksiy Danilov, afirmou que a invasão vinda de Belarus foi uma "punhalada nas costas", ao contrário de outras direções da invasão russa que foram previstas.
Em 10 de março, dois motoristas de caminhão bielorrussos foram mortos em Korosten, no norte da Ucrânia, durante um bombardeio aéreo. Supostamente, os aviões eram baseados em Belarus. No mesmo dia, um avião russo não identificado caiu perto da Base Aérea de Luninets, em Belarus (os pilotos ejetaram com sucesso). O veículo de mídia ucraniano Obozrevatel afirmou que o avião foi abatido sobre a Ucrânia e não conseguiu chegar à base aérea em Belarus.
Em 11 de março, autoridades ucranianas acusaram a Rússia de realizar ataques aéreos em assentamentos bielorrussos a partir do espaço aéreo ucraniano, numa tentativa de forçar Belarus a se envolver mais diretamente no conflito. A inteligência da OTAN também indicou que jatos russos decolaram de Belarus, presumivelmente de bases aéreas bielorrussas, para posteriormente entrar no espaço aéreo ucraniano a partir de Belarus; a CNN descreveu isso como Belarus sendo usado como um "trampolim" para ataques aéreos no norte da Ucrânia.
Em 17 de março, os investigadores de código aberto da MotolkoHelp relataram que mais mísseis Iskander russos foram implantados na base aérea de Machulishchy e que sistemas de defesa aérea foram vistos no território de Belarus, como o Pantsir-S1 na região de Minsk e perto da cidade de Mazir, e o S-400 em Baranavichy. Segundo a MotolkoHelp, os soldados bielorrussos receberam ordens para fazer o "trabalho sujo" para as forças russas, como reparar equipamentos danificados e limpar veículos da sujeira e restos humanos.
Em várias ocasiões, autoridades da OTAN, dos Estados Unidos e/ou da Ucrânia emitiram advertências de que Belarus poderia entrar iminentemente na guerra para ajudar a Rússia, inclusive após as acusações de um ataque de falsa bandeira iniciado pela Rússia em assentamentos na fronteira bielorrussa em 11 de março. Em 22 de março, um "oficial sênior de inteligência da OTAN" afirmou que Belarus está "preparando o ambiente para justificar um ataque bielorrusso contra a Ucrânia", embora a decisão de entrar na guerra ainda não tenha sido tomada.
Soldados russos que retornaram a Belarus tentaram vender os bens saqueados na Ucrânia ou enviá-los para a Rússia. Em 2 de abril de 2022, a inteligência ucraniana relatou que soldados russos fizeram um "mercado" em Naroulia para vender os bens (máquinas de lavar, geladeiras, carros, bicicletas, louças, tapetes, obras de arte, joias, brinquedos, cosméticos, etc.). Em 4 de abril, jornalistas bielorrussos publicaram um vídeo de 3 horas mostrando soldados russos elaborando documentos para enviar uma grande quantidade de bens por meio de um serviço postal em Mazyr (um deles estava com o distintivo da 56ª Brigada de Assalto Aéreo da Guarda). Os soldados russos também tentaram vender bens para bielorrussos através da internet.
Em 10 de outubro, Lukashenko ordenou que as tropas bielorrussas se juntassem às tropas russas perto da Ucrânia, alegando que Kyiv representava uma ameaça clara para Belarus, e declarou: "se eles tocarem um metro do nosso território, então a Ponte da Crimeia parecerá para eles um passeio no parque".

## Cumplicidade legal

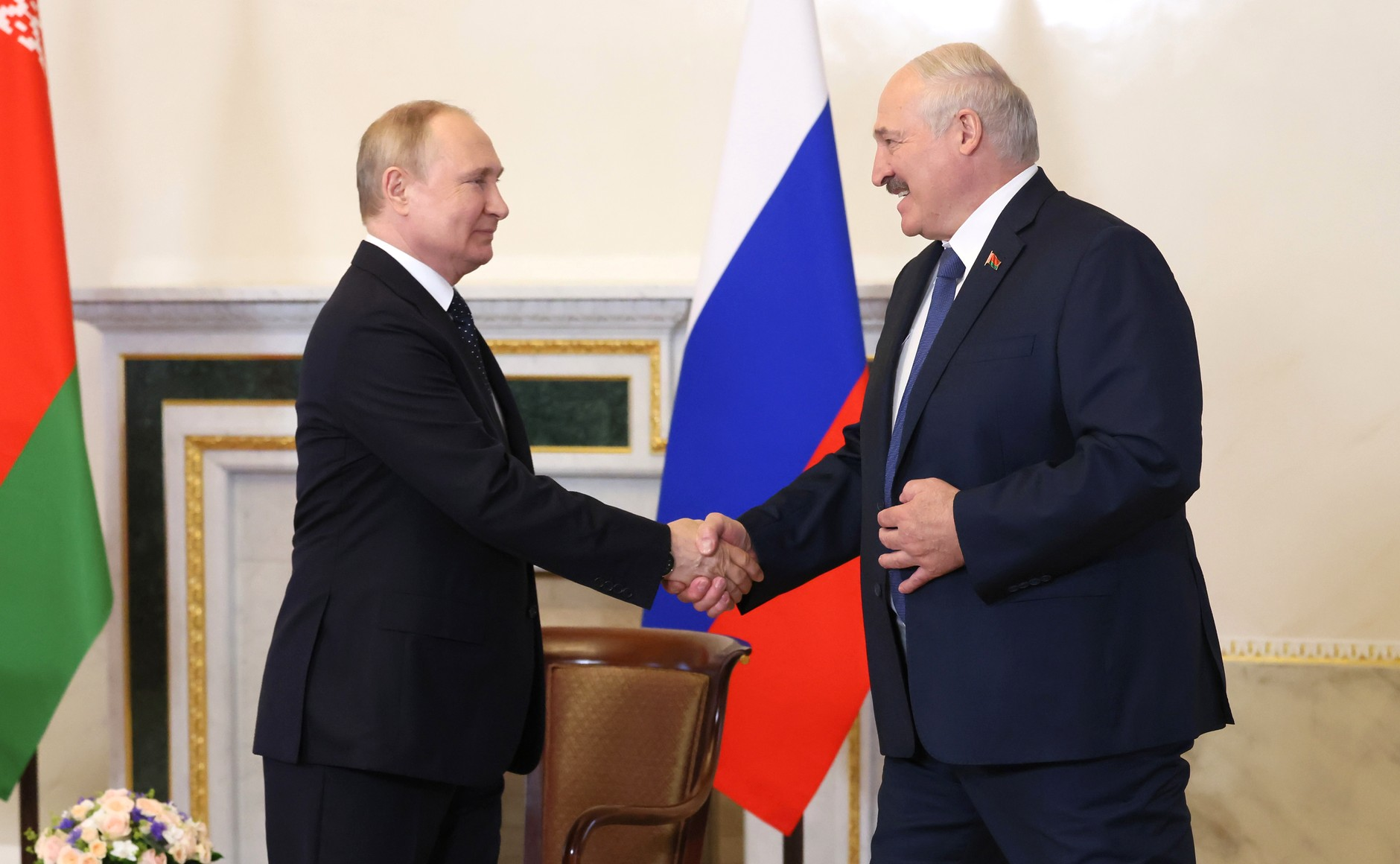
Alexander Lukashenko e Vladimir Putin em 25 de junho de 2022.

Os estudiosos do direito têm escrito que ao ajudar a invasão russa, Belarus é cúmplice na invasão ao violar a proibição internacional contra "a ameaça ou uso da força contra a integridade territorial ou independência política de qualquer Estado", conforme estabelecido no Capítulo 1, Artigo 2(4) da Carta das Nações Unidas. E é considerado culpado de agressão de acordo com a definição das Nações Unidas, por "permitir que seu território, que colocou à disposição de outro Estado, seja usado por esse outro Estado para perpetrar um ato de agressão".
Mas, como as forças bielorrussas não participaram diretamente, o estado não é uma parte do conflito armado internacional e não é responsável por violações do direito internacional dos direitos humanos cometidas pelas forças russas.

## Oposição bielorrussa à invasão.

### A opinião pública na Bielorrússia
De acordo com o Chatham House, 79% dos bielorrussos consideram inaceitável a morte de soldados bielorrussos durante a guerra entre Rússia e Ucrânia, e mais de 50% pensam que Belarus deveria permanecer neutro. Os participantes da pesquisa, entre outras perguntas, foram questionados "O que Belarus deveria ter feito após o início das hostilidades entre Rússia e Ucrânia?". 33% expressaram apoio às ações russas (incluindo 3% a favor de Belarus participar do conflito ao lado da Rússia e 30% contra), 25% apoiaram completa neutralidade e expulsão de todas as tropas estrangeiras do território bielorrusso, 21% não tinham certeza e 20% apoiaram a Ucrânia (incluindo 1% a favor de Belarus participar do conflito ao lado da Ucrânia e 19% contra). Assim, pelo menos 74% dos bielorrussos, independentemente de suas posições políticas, tinham uma atitude negativa em relação a qualquer envolvimento bielorrusso na guerra.
Acredita-se que "o envio de soldados bielorrussos em uma guerra completa representaria uma ruptura radical com a ideologia fundamental de Lukashenko de paz e estabilidade [e levantaria] a questão do apoio de Lukashenko por parte de uma parte crítica da sociedade bielorrussa que até então havia hesitado em se opor abertamente ao regime."
Segundo Rosemary Thomas OBE (ex-embaixadora britânica em Minsk entre 2009 e 2012), "o território bielorrusso teve o mais alto nível de carnificina durante a Segunda Guerra Mundial. Eles sabem o que isso significa. Os bielorrussos comuns veem a Ucrânia como uma nação irmã. Eles não querem guerra de forma alguma, mas ESPECIALMENTE não com a Ucrânia."
De acordo com Julie D. Fisher, Enviada Especial dos Estados Unidos para Belarus e embaixadora desde 2020, é óbvio que "os bielorrussos não querem que seus soldados lutem, que as tropas russas invadam a Ucrânia a partir de Belarus e que soldados russos permaneçam em Belarus. O povo bielorrusso não quer que decisões sejam tomadas por eles de fora do país".

### Condenação da guerra por líderes da oposição
A líder da oposição bielorrussa exilada, Sviatlana Tsikhanouskaya, condenou Lukashenko por participar da invasão e expressou sua crença de que "a Ucrânia vencerá esta guerra". Ela também sugeriu que Lukashenko não está mais no controle das Forças Armadas bielorrussas. Tsikhanouskaya apoia os apelos de Volodymyr Zelenskyy para fechar os céus sobre a Ucrânia. Ela declarou que qualquer ordem dos comandantes militares bielorrussos para se unirem à guerra ao lado da Rússia seria criminosa e que tais comandantes seriam julgados por tribunais militares; ela instou os soldados bielorrussos a desobedecer a tais ordens ilegais.
Outro líder da oposição, Pavel Latushka, pediu que sanções e restrições similares fossem aplicadas contra Lukashenko, assim como contra Putin: "Também foram disparados foguetes contra a Ucrânia a partir do território de Belarus, e Lukashenko é o mesmo agressor que Putin". Ele também pediu o reconhecimento de Belarus como um território temporariamente ocupado pela Rússia, pois o regime bielorrusso havia perdido sua independência na tomada de decisões e não tinha mais controle sobre o território de Belarus.
Invonka Survilla, Presidente da Rada da República Democrática Bielorrussa, enviou uma carta pública ao Presidente da Ucrânia, Volodymyr Zelenskyy, na qual expressou apoio ao povo ucraniano em sua luta pela democracia, independência e futuro europeu. Ela também pediu a Zelenskyy que não identificasse os bielorrussos com o regime ilegítimo de Lukashenko e solicitou que os funcionários e a mídia ucraniana "cessem o assédio e insultos injustificados aos bielorrussos, a associação direta do povo bielorrusso com o ditador e a desvalorização dos esforços dos bielorrussos em sua longa luta contra o regime de Lukashenko", porque "não pode haver responsabilidade coletiva e culpa coletiva na [atual situação política em Belarus]".
Em 18 de abril de 2022, Survilla dirigiu-se aos voluntários bielorrussos que estavam lutando pela Ucrânia e confirmou que eles também estavam lutando pela independência de Belarus.

### Condenação da guerra por jornalistas e celebridades
Jornalistas da oposição bielorrussa afirmaram que as ações do governo bielorrusso poderiam ser tratadas como agressão de acordo com o artigo 3 (seção "f") da Resolução 3314 da Assembleia Geral das Nações Unidas ("A ação de um Estado em permitir que seu território, que ele colocou à disposição de outro Estado, seja usado por esse outro Estado para perpetrar um ato de agressão contra um terceiro Estado [...] qualifica-se como um ato de agressão").
A laureada com o Nobel bielorrussa, Svetlana Alexievich, chamou as ações de Lukashenko em relação à Ucrânia de 'crime'. Ela acrescentou que se as tropas bielorrussas forem enviadas à Ucrânia por Lukashenko para ajudar a Rússia a lutar contra as forças ucranianas, "o heroísmo para eles será não atirar." Ela também afirmou que a guerra da Rússia contra a Ucrânia é um mal pior do que a Segunda Guerra Mundial e que os ucranianos e bielorrussos que lutam contra Putin nesta guerra pela liberdade são heróis.
Outro escritor bielorrusso, Alhierd Baharevich, declarou que "nós temos o mesmo inimigo: os bielorrussos, os ucranianos, os lituanos e até mesmo os russos. E esse inimigo é o império de Putin, o putinismo, o fascismo de Putin!"
Mais de 80 representantes da indústria cinematográfica bielorrussa condenaram publicamente a agressão militar da Rússia contra a Ucrânia.
A estrela do tênis bielorrusso, Victoria Azarenka, "expressou seu desgosto e grande tristeza com os eventos" na Ucrânia.
A ex-nadadora olímpica bielorrussa, Aliaksandra Herasimenia, também expressou sua oposição ao envolvimento do governo bielorrusso na guerra: "A Ucrânia nunca foi nosso inimigo, é nosso povo fraternal."

### Manifestações públicas contra a guerra e atos de sabotagem na Bielorrússia em prol da paz.
Apesar das medidas de segurança rigorosas impostas pelo regime de Lukashenko, protestos contra a invasão foram realizados em cidades de toda Belarus em 27 de fevereiro, no dia da votação sobre as mudanças na constituição bielorrussa, durante os quais 800 pessoas foram detidas, de acordo com o Ministério de Assuntos Internos de Belarus.
Ativistas bielorrussos interromperam o funcionamento dos trilhos da Belarusian Railway (que transporta trens militares russos), destruindo dois pontos de controle de sinais de semáforo e interruptores de trilhos, além de causarem um curto-circuito no sistema de sinalização perto de Mahilioŭ. O Ministério de Assuntos Internos de Belarus classificou essas ações como "ataques terroristas" e acusou os líderes da oposição, Sviatlana Tsikhanouskaya e Pavel Latushko, de inspirá-las. Em 2 de março, hacktivistas danificaram a infraestrutura de rede da Belarusian Railway. Em 3 de março, o The Jerusalem Post relatou que o Procurador-Geral havia aberto uma investigação sobre sabotagem. Houve inúmeros atos de sabotagem.
Até 9 de março de 2022, pelo menos oito pessoas foram presas sob suspeita de perturbar o movimento de trens militares russos em Belarus. Os atos de sabotagem levaram as autoridades bielorrussas a instruir uma divisão militar especial a patrulhar as ferrovias à paisana.
Em 30 de março de 2022, a polícia feriu três homens de 27 e 28 anos de idade de Bobruisk ao detê-los por supostamente danificarem equipamentos ferroviários perto de Asipovichy.
Até 13 de abril de 2022, sete casos criminais foram instaurados por disseminação de informações sobre o movimento de equipamentos militares russos na região de Homiel.
Até 12 de abril de 2022, ocorreram cerca de 80 atos de sabotagem nas ferrovias bielorrussas, de acordo com dados do Ministério do Interior de Belarus. A forma mais comum de dano é a incineração dos equipamentos de sinalização. Isso interrompe as luzes no sistema ferroviário, reduzindo a velocidade do trem para 20-15 km/h (12-9 mph). Um casal também incendiou os registros de equipamentos militares mantidos pelas ferrovias. Outros atos de sabotagem envolveram os próprios trabalhadores das ferrovias, bem como hackers atacando o sistema de computadores. O vice-ministro do Interior de Belarus ameaçou matar tais indivíduos em uma declaração no início de março. Tiros foram disparados contra pessoas que tentavam incendiar a caixa de sinalização, no final de março.
De acordo com Oleksiy Arestovich, conselheiro do Escritório do Presidente da Ucrânia em comunicações estratégicas no campo da segurança nacional e defesa, "os partisans bielorrussos conseguiram danificar as ferrovias bielorrussas... Foi um dano sério e tornou a vida difícil para as tropas russas".
Em 21 de abril de 2022, onze pessoas acusadas de atos de sabotagem foram reconhecidas como prisioneiros políticos pela comunidade de direitos humanos de Belarus.
Em 23 de abril de 2022, o The Washington Post publicou sobre uma rede clandestina de trabalhadores ferroviários e dissidentes bielorrussos que ajudaram a deter o ataque da Rússia a Kiev.
Em 26 de fevereiro de 2023, um avião russo de alerta antecipado e controle A-50 (AEW&C) foi supostamente danificado por explosões enquanto estava estacionado na base aérea de Machulishchy, perto de Minsk. Um grupo partidário bielorrusso chamado "Plano Vitória" afirmou ter atacado o avião usando munições lançadas por drones. No entanto, imagens de satélite da base aérea de Machulishchy em 28 de fevereiro não mostraram danos significativos ao único A-50 localizado lá.

### Voluntários bielorrussos servindo nas Forças Armadas da Ucrânia

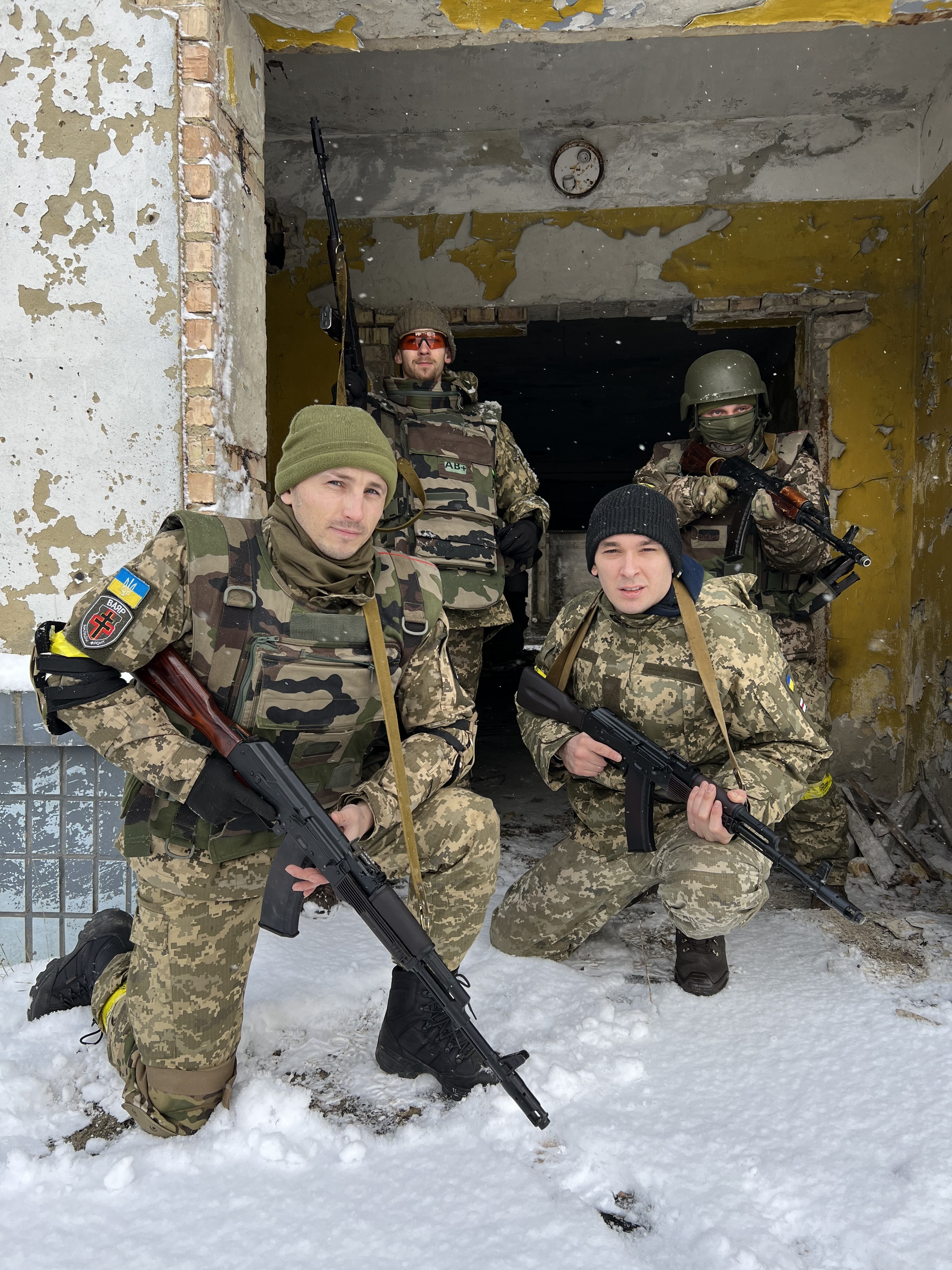
Voluntários bielorrussos nas Forças Armadas ucranianas em 8 de março de 2022 (mais tarde, um batalhão bielorrusso separado foi criado)

Na Ucrânia, os bielorrussos criaram um batalhão separado chamado "Kastuś Kalinoŭski" para defender Kiev.
É relatado que mais de 200 cidadãos bielorrussos se juntaram às Forças Armadas da Ucrânia para defender a Ucrânia da invasão russa, e outros 300 voluntários de Belarus chegaram através da Polônia.
Pavel Shurmei, um ex-remador olímpico bielorrusso e detentor de recordes mundiais, declarou sua intenção de lutar como voluntário pela Ucrânia.
Outro batalhão voluntário bielorrusso lutando pela Ucrânia, uma parte do Batalhão Kastuś Kalinoŭski, é conhecido como Regimento Pahonia. Várias outras unidades militares bielorrussas também estão lutando pela Ucrânia.

#### Voluntários mortos em ação
Em 4 de março de 2022, foi relatado que Illia "Licvin" foi o primeiro voluntário bielorrusso a ser morto em ação, durante intensos combates perto da cidade ucraniana de Butcha.
Em 13 de março de 2022, foi relatado que um membro do Batalhão Kastuś Kalinoŭski apelidado de "Tur" (nome real Aliaksiej Skoblia) foi morto em ação perto de Kiev quando sua unidade foi emboscada. Em 13 de abril de 2022, o presidente ucraniano Zelenskyy concedeu postumamente a Skoblia o título de "Herói da Ucrânia" - "por coragem pessoal e heroísmo na defesa da soberania do Estado e integridade territorial da Ucrânia, lealdade ao juramento militar".
Em 24 de março de 2022, Zmicier Apanasovič ("Terror") foi morto na batalha por Irpin.
Dzmitryj Rubašeŭski ("Hans") tornou-se o quarto bielorrusso que morreu defendendo a Ucrânia. Ele veio lutar pela Ucrânia em 2015 e, em 2019, foi gravemente ferido e perdeu um olho.
No final de abril de 2022, Kanstancin Dziubajla ("Dranik") foi morto enquanto lutava pela Ucrânia na região de Donetsk.
Em 16 de maio de 2022, Paval "Volat", o comandante de um destacamento do Batalhão Kastuś Kalinoŭski, foi gravemente ferido durante uma luta por uma vila ucraniana e morreu a caminho do hospital.

### Ações anti-guerra da diáspora bielorrussa

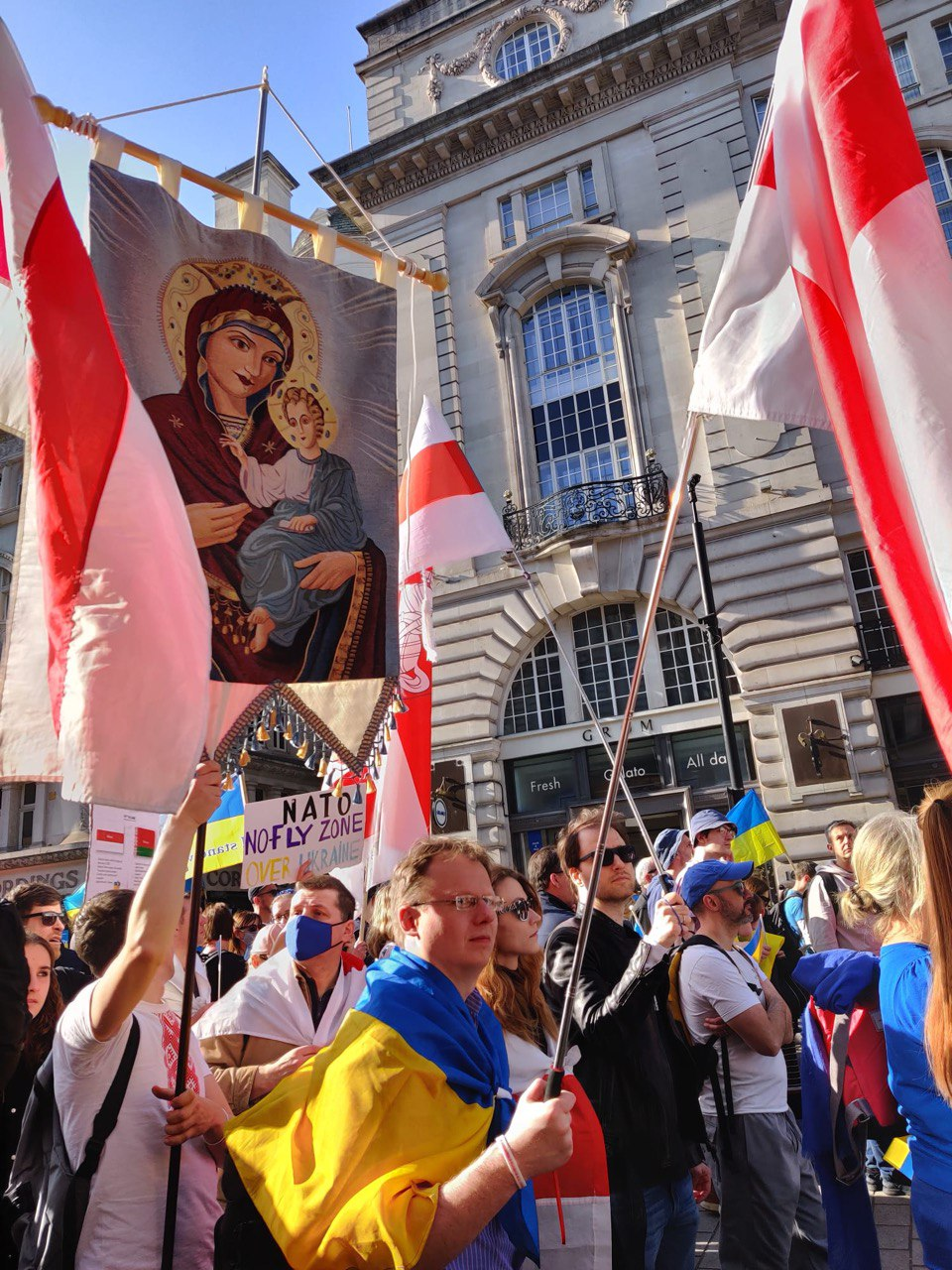
Diáspora bielorrussa participando do Stand with Ukraine March em Londres, 26 de março de 2022

Os bielorrussos que vivem fora da Bielorrússia e da Ucrânia expressam sua solidariedade com o povo ucraniano participando de manifestações anti-guerra, ajudando organizações que lidam com refugiados ucranianos, coletando e entregando ajuda financeira e humanitária, além de apoiar os voluntários bielorrussos que lutam pela Ucrânia. Várias organizações no Reino Unido criaram a iniciativa "Belarusians in Britain for Ukraine", uma iniciativa que visa coordenar a resposta de ajuda e apoio.

## Reações

### Bielorrússia

#### Governo

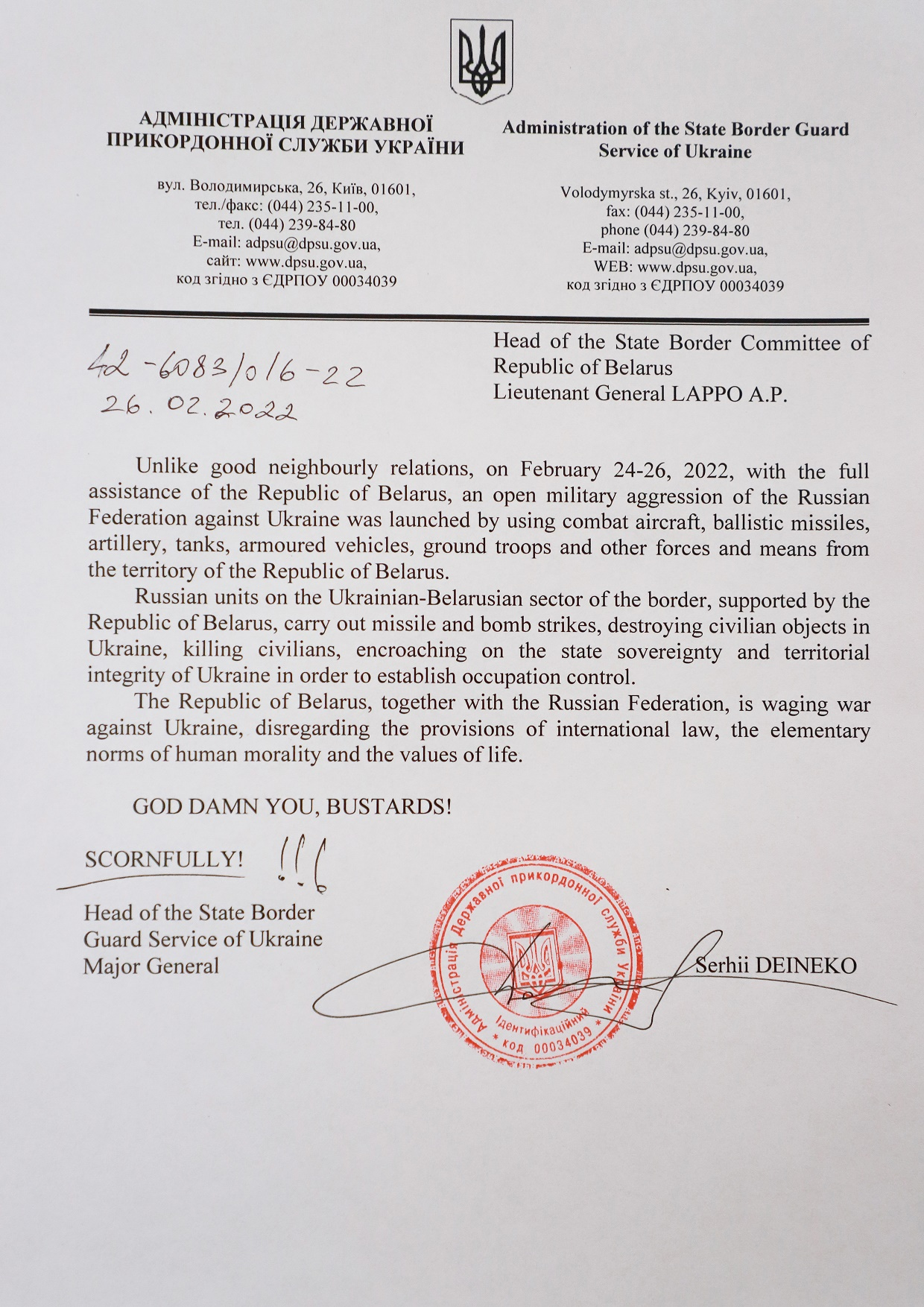
Carta do chefe do Serviço de Guarda Fronteiriça do Estado da Ucrânia, Serhii Deyneko, para o chefe do Comitê Estadual de Fronteiras de Belarus, Anatoly Lappo, em 26 de fevereiro de 2022.

Inicialmente, o presidente bielorrusso Alexander Lukashenko negou o envolvimento das forças militares de Belarus no conflito naquele momento, e o Ministério da Defesa de Belarus não comentou sobre os relatos de mísseis lançados de Belarus atingindo alvos ucranianos. Em 27 de fevereiro, no entanto, Alexander Lukashenko reconheceu que projéteis foram lançados pela Rússia a partir de Belarus contra a Ucrânia, mas comentou que isso foi um "passo forçado". Lukashenko também anunciou que não ordenaria que as tropas bielorrussas se juntassem aos russos em combate na Ucrânia, apesar dos relatos de que já estavam presentes na Ucrânia, no entanto, ele decidiu mover mais forças para a fronteira ucraniana em 1º de março.

#### Oposição
A líder da oposição bielorrussa exilada, Sviatlana Tsikhanouskaya, condenou Lukashenko por participar da invasão. Jornalistas da oposição bielorrussa afirmaram que as ações do governo bielorrusso poderiam ser consideradas agressão de acordo com o artigo 3 (seção "f") da Resolução 3314 da Assembleia Geral das Nações Unidas ("A ação de um Estado ao permitir que seu território, que tenha sido colocado à disposição de outro Estado, seja utilizado por esse outro Estado para perpetrar um ato de agressão contra um terceiro Estado [...] ... qualificam-se como um ato de agressão"). Protestos contra a invasão foram realizados em cidades de toda a Bielorrússia em 27 de fevereiro, dia da votação sobre as mudanças na constituição bielorrussa, durante os quais 800 pessoas foram detidas, de acordo com o Ministério de Assuntos Internos da Bielorrússia.
Ativistas bielorrussos interromperam o trabalho da Ferrovia Bielorrussa (que transporta trens militares russos) ao destruir dois pontos de controle de sinais de semáforos e interruptores ferroviários, organizando um curto-circuito no sistema de sinalização perto de Mahilou. O Ministério de Assuntos Internos da Bielorrússia chamou essas ações de "ataques terroristas" e acusou os líderes da oposição, Sviatlana Tsikhanouskaya e Pavel Latushko, de inspirá-las. Em 2 de março, hacktivistas danificaram a infraestrutura de rede da Ferrovia Bielorrussa. Em 3 de março, o The Jerusalem Post informou que o Procurador-Geral havia aberto uma investigação sobre sabotagem.

#### Igrejas e organizações religiosas
A repressão dos protestos de 2020-2021 reduziu severamente a capacidade das comunidades cristãs de expressarem sua posição independentemente do governo. Em 2022, a atividade pública pró-democracia dos cristãos bielorrussos havia se concentrado principalmente no grupo Christian Vision, cuja maioria dos membros estava baseada no exterior. No dia da invasão, o grupo emitiu uma declaração condenando a agressão e o uso do território bielorrusso pelo exército russo, expressando solidariedade com a Ucrânia e instando os soldados bielorrussos a não participarem da guerra.
Inicialmente, a liderança de todas as principais denominações cristãs bielorrussas evitou se referir aos eventos como uma invasão ou guerra. O líder da Igreja Ortodoxa Bielorrussa, Metropolita Benjamin, não condenou a invasão, mas pediu às partes que "dessem passos um em direção ao outro". Uma teóloga ortodoxa, Natallia Vasilevich, criticou sua postura. Outros bispos ortodoxos permaneceram em silêncio.
O anúncio inicial da Conferência dos Bispos Católicos da Bielorrússia, publicado em 26 de fevereiro, referiu-se ao "conflito na Ucrânia". Em resposta às críticas veementes dos leigos, a conferência episcopal reuniu-se para uma reunião extraordinária em 3 de março. Em sua declaração, os bispos manifestaram preocupação com o conflito político se transformando em uma guerra e pediram que a Bielorrússia não participasse dela. Em 9 de março, a Igreja Católica Ucraniana de rito bizantino agradeceu aos bispos bielorrussos por sua "solidariedade fraterna".
Em 2 de março, quatro bispos de denominações evangélicas convocaram seus fiéis para um jejum e oração de três dias para interromper a guerra na Ucrânia. Eles mencionaram que a Bielorrússia também estava envolvida no conflito.
Em 9 de março, o Conselho de Igrejas e Organizações Religiosas da Ucrânia pediu aos líderes religiosos bielorrussos "que usem sua autoridade para evitar o envolvimento do exército bielorrusso na guerra contra a Ucrânia".
Orações pela Ucrânia e pela paz na Ucrânia foram realizadas em algumas paróquias e conventos católicos. Vários padres e pastores das igrejas ortodoxa oriental, católica e protestante protestaram publicamente contra a guerra. Um padre ortodoxo, Mikhail Maruha, foi detido durante uma manifestação contra a invasão russa da Ucrânia perto da estação ferroviária de Minsk em 28 de fevereiro e condenado a 13 dias de prisão.
Em 3 de março, a União das Mães convocou mães de soldados para irem à Catedral Ortodoxa Bielorrussa em Minsk para orar pelo fim da agressão da Rússia e para que Belarus se abstivesse de participar. Cerca de 100 mães participaram da ação, e pelo menos quatro mulheres e dois jornalistas foram detidos.

##### Igrejas na diáspora
Em 27 de fevereiro, uma paróquia católica grega em Londres dirigiu-se aos irmãos ucranianos expressando solidariedade com o povo da Ucrânia e o desejo de que sua vitória inspire os bielorrussos a pôr fim à ocupação russa de seu país.

### Ucrânia
Em 26 de fevereiro, o chefe do Serviço de Guarda de Fronteiras de Estado da Ucrânia, Serhii Deyneko, escreveu uma carta oficial ao chefe do Comitê Estadual de Fronteiras de Belarus, Anatoly Lappo, acusando sua organização de ajudar a Rússia a invadir a Ucrânia a partir do norte. Alguns membros do Parlamento da Ucrânia, a Verkhovna Rada, pediram o rompimento dos laços diplomáticos com seu vizinho ao norte.
Um grande número de hackers da internet, em particular ligados a um coletivo descentralizado chamado Anonymous e ao Exército de TI da Ucrânia, lançou inúmeros ataques cibernéticos contra agências governamentais de Belarus e a empresa ferroviária estatal. Em resposta à invasão, o Anonymous divulgou cerca de 200 gigabytes de correspondências do empreiteiro privado de defesa de Belarus, Tetraedr.

### Países ocidentais
A assistência de Belarus à invasão da Rússia foi condenada pelas potências ocidentais. No dia da invasão, o Departamento do Tesouro dos Estados Unidos impôs sanções contra Belarus por seu envolvimento na invasão russa. Várias empresas militares e generais foram sancionados. Em 26 de fevereiro, o Japão considerou impor sanções semelhantes, que foram introduzidas dois dias depois.
A União Europeia emitiu o primeiro conjunto de sanções contra Belarus - o primeiro foi introduzido em 27 de fevereiro, que proibiu certas categorias de produtos bielorrussos na UE, incluindo madeira, aço, combustíveis minerais e tabaco. Após o primeiro-ministro da Lituânia propor desconectar Belarus da SWIFT, a União Europeia, que não reconhece Lukashenko como o presidente legítimo de Belarus, começou a planejar uma extensão das sanções já impostas contra entidades russas e altos funcionários para o seu aliado.

### Nações Unidas
Em 2 de março de 2022, a Assembleia Geral das Nações Unidas votou esmagadoramente para repreender a Rússia por sua invasão da Ucrânia e exigiu que Moscou parasse de lutar e retirasse suas forças militares, uma ação que visa isolar diplomaticamente a Rússia na organização mundial. 141 dos 193 membros da Assembleia votaram a favor da resolução, 35, incluindo a China, se abstiveram e 5 países, incluindo Rússia e Belarus, votaram contra o documento. O parágrafo 10 da Resolução da Assembleia Geral das Nações Unidas de 2 de março de 2022 confirmou o envolvimento de Belarus no uso ilegal da força contra a Ucrânia.